# Chipman
Chipman is een plaats (village) in de Canadese provincie Alberta en telt 238 inwoners (2006).

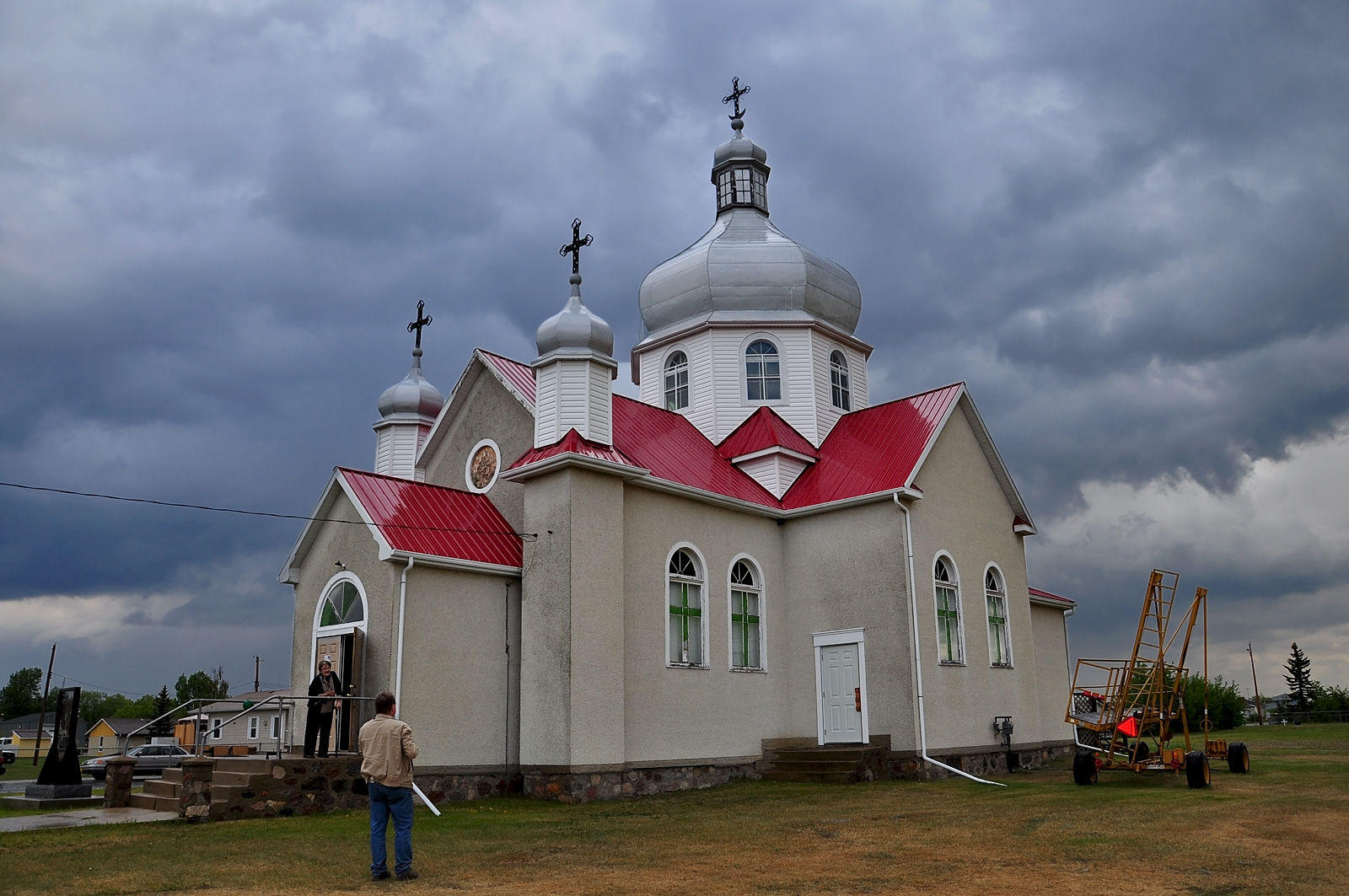
Kerk